# Ramon Filippini
Ramon Filippini (Malmö, 17 novembre 1928 – 22 giugno 2008) è stato un calciatore svedese, di ruolo attaccante.

## Biografia
Era figlio del violoncellista italiano Gino Filippini, membro del Gino Filippinis kvintett, e di Irma Evelina Margareta Ek.

## Carriera
Filippini inizia la carriera nel Malmö FF, non riuscendo ad imporsi nel club ma giocando comunque 12 partite, segnando tre reti, ed a vincere la Allsvenskan 1950-1951 e la Svenska Cupen 1951.
Grazie all'intermediazione del padre, che in Italia aveva ancora molti contatti, venne ingaggiato dal Legnano.
Con i lilla retrocesse in cadetteria al termine del campionato 1951-1952.